# Le Congre, Étretat
Le Congre, Étretat est un tableau réalisé par le peintre français Henri Matisse à l'été 1920. Cette huile sur toile est un paysage qui représente le site d'Étretat, à Étretat, dans la Seine-Maritime, avec au premier plan un congre sur la grève aux pieds des falaises. Don de Ferdinand Howald en 1931, l'œuvre est conservée au Columbus Museum of Art, à Columbus, dans l'Ohio, aux États-Unis.
L'artiste a peint le même site à deux autres reprises, en modifiant à chaque fois l'animal marin échoué. Il existe ainsi une version avec deux raies au Norton Museum of Art de West Palm Beach, en Floride. Une troisième montrant encore davantage de poissons appartient au musée d'Art de Baltimore, à Baltimore, dans le Maryland. 